# Serrat d'Escobairó
El Serrat d'Escobairó és una serra situada al municipi d'Alp, a la comarca de la Baixa Cerdanya, amb una elevació màxima de 1.784 metres.